# Monmouthi völgyhíd
A monmouthi völgyhíd (angolul: Monmouth Viaduct) 1861-ben épült a walesi város határában, a Wye folyó felett, a Coleford, Monmouth, Usk és Pontypool vasútvonal részeként. 

## Története
A várost déli irányból megkerülő Wye folyó a történelem folyamán mindig nehezen áthidalható természeti akadálynak bizonyult, így volt ez a 19. században is a  Coleford, Monmouth, Usk és Pontypool vasútvonal építésekor. A vasútvonal délnyugati irányból közelítette meg és 1857-ben érte el Monmouth városát. A Wye folyó déli oldalán fekvő Monmouth Troy vasútállomás ekkor a vonal végállomását jelentette. Négy évvel később a vonalat meghosszabbították mintegy mérföldnyit Wyesham irányába. Ennek részeként épült meg a viadukt a folyó árterületén. A húszíves, vöröshomokkőből épült völgyhídon át közelítette meg a vasútvonal a Wye folyón átívelő acélhidat. Az acélhíd folytatásában egy rövid, két íves híd is épült. Ezen építményeket együttvéve nevezték monmouthi völgyhídnak vagy viaduktnak. 1873-ban a várost északkelet felől elérte a Ross és Monmouth vasútvonal is, amelynek végállomása a Wye másik, északi oldalán volt (Monmouth May Hill). A két monmouthi állomás között 1874-ben egy új, kilencven méter hosszú acélhidat építettek, az úgynevezett Beaufort herceg hidat. A vasútvonalat 1964. január 6-án zárták be. A viadukt acélrészeit elbontották, viszont a kőívek megmaradtak és romos állapotban ugyan, de ma is állnak.